# L'Empereur (tarot)

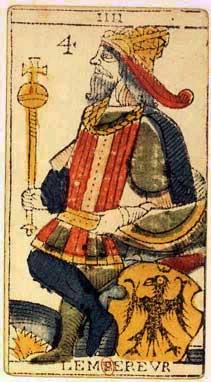
Le numéro 4, l'Empereur, du jeu de Jean Dodal (début XVIIIe siècle)

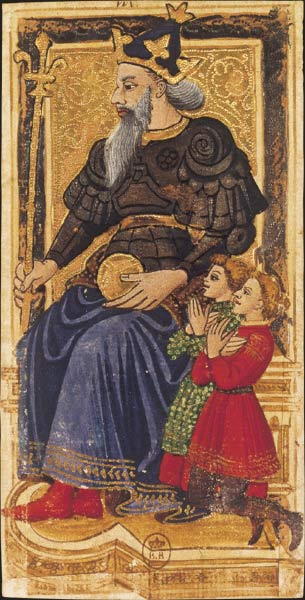
L'Empereur, tarot dit de Charles VI (XVe siècle)

 (mai 2021).
Si vous disposez d'ouvrages ou d'articles de référence ou si vous connaissez des sites web de qualité traitant du thème abordé ici, merci de compléter l'article en donnant les références utiles à sa vérifiabilité et en les liant à la section « Notes et références ».
Pour les articles homonymes, voir L'Empereur.
Pour l’article ayant un titre homophone, voir Lempereur.
L'Empereur est le 4e arcane des 22 arcanes majeurs du tarot de Marseille.

## Description et symbolisme

### Le Visuel
L'arcane est numéroté IIII en chiffres romains dans le cartel supérieur (au Moyen Âge, 4 est écrit IIII au lieu de IV). 
Le cartel inférieur porte l'inscription LEMPEREVR, ou L'EMPEREUR selon les versions.
La carte présente un personnage en pied de profil, en position semi-assise, le visage orienté vers la gauche.
Il est dessiné tenant verticalement de la main droite ce qui semble être un sceptre, orné d'un orbe crucigère, dont la graphie est reprise par le chiffre arabe 4 inscrit dans la diagonale qui relie celle-ci aux quatre barres (IIII) du cartel supérieur. Ce chiffre, présent dans le tarot dessiné par Jean Dodal, n'est pas présent dans toutes les versions.
Le quart inférieur  droit de la carte est principalement occupé par un dessin schématique d'oiseau aux ailes déployées placé dans un écu. 

### Interprétations

#### Numéro de la carte
- Le nombre 4 est fortement associé à la matière :
  - Les points cardinaux
  - Les éléments (eau, terre, air, feu)
  - Les états de la matière en Alchimie (chaud, froid, sec, mouillé)

- Le chiffre 4 se retrouverait dans la position du personnage, ses jambes formant un 4.

#### Le sceptre
- Un sceptre, bâton ornemental tenu par le monarque, est l'un des symboles de la royauté.
- Le dessin peut figurer un obèle, auquel cas il pourrait faire penser à celui présent sur la carte de l'Impératrice, ou aux 2 points superposés (en fait, 2 fois 2 cercles ::) du Monde, dernier arcane majeur numéroté. 
  - Il peut indiquer alors des éléments interpolés ou à retrancher, ou agir comme appel de note,
  - il peut signaler la mort d'une personne citée, et, après une date, signaler celle d'un décès (connotation funéraire de la croix),
  - si l'obèle primitif ÷ obélus a été adopté en mathématiques pour signifier la division ÷, l'obèle moderne est, quant à lui, parfois utilisé en algèbre pour représenter l'adjoint d'une matrice ; et pourrait ici ramener à une interprétation en lien avec l'Impératrice ou la grande matrice (mandorle) de l'arcane 21.

#### L'oiseau
- En héraldique, sur un écu, un oiseau aux ailes écartées peut figurer :
  - Le Phénix, auquel cas il est représenté sur un bucher en flammes,
  - l'Aigle, figure héraldique naturelle féminine, employée dès les croisades et symbole de l'empire.
- L'oiseau regarde vers la gauche, comme le personnage.

#### Interprétations divinatoires ou ésotériques
- L'Empereur symbolise la domination sur la matière et plus largement il est associé à la réussite matérielle lors des pratiques divinatoires.[réf. nécessaire]

- L'Empereur est le signe stable du pouvoir acquis et tenu, de la possession matérielle, et contrairement à l'Impératrice, l'Empereur n'engendre pas, il possède ce que l'Impératrice crée. Il est le stade après l'Impératrice, l'acquisition de bien matériel à la suite de l'idée.

À ce titre et puisque le signe 4 est pair donc extrêmement stable, celui-ci est aussi très conservateur. Il n'aime pas être dérangé dans ses habitudes ni être remis en question dans sa capacité de faire les choses selon son habitude. Cette stabilité est tout à la fois un bien, puisqu'on peut lui faire confiance, mais un défaut car l'Empereur ne fait que suivant son habitude. Il s'oppose naturellement à toute modification de ce qu'il possède. C'est la faiblesse de l'Empereur face à l'Impératrice qui, elle, reste ouverte au changement et peut encore se permettre d'agir contre ce qu'elle ne possède pas encore. L'Empereur vit sur des acquis passés en pensant que cela durera toujours. Il est, certes, la maîtrise absolue de soi, mais peut être surpris par ce qu'il ne connaît pas et réagir violemment pour conserver son titre et ses acquis et ce, même face à l'évidence.